# Lepidochrysops loveni
Lepidochrysops loveni är en fjärilsart som beskrevs av Aurivillius 1922. Lepidochrysops loveni ingår i släktet Lepidochrysops och familjen juvelvingar. Inga underarter finns listade i Catalogue of Life.